# Monument a Mossèn Jacint Verdaguer
|  | Per a altres significats, vegeu «monument a Jacint Verdaguer». |

El monument a Mossèn Jacint Verdaguer, popularment El cuervo o La palmatòria, és un monument d'estil noucentista projectat per l'arquitecte Josep Maria Pericas i coronat amb una estàtua de bronze obra de l'escultor Joan Borrell i Nicolau que representa al poeta folguerolenc Jacint Verdaguer i Santaló. Llucià Oslé i Miquel Oslé són els autors dels relleus que conformen el fris que envolta el monument, al·lusius a diversos poemes de Verdaguer. El monument se situa a la plaça de Mossèn Jacint Verdaguer, a la cruïlla del passeig de Sant Joan amb l'avinguda Diagonal.
El monument a Mossèn Jacint Verdaguer és un Bé Cultural d'Interès Local amb l'identificador 1467.

## Monument
El monument està format per una columna de pedra de Montjuïc de vint metres d'alçada. A la part superior reposa la figura del poeta fosa en bronze obra de Joan Borrell i Nicolau. Representa el poeta amb el cap cot, actitud reflexiva i replegant la seva sotana amb un paper a la mà. L'actitud i l'acabat són volgudament realistes, amb gran atenció a la fisonomia, cabells, detall de les mans i peus, plecs i botons de la sotana.
La columna està encerclada per una balustrada circular. Als tres panys de la barana hi regeixen tres figures al·legòriques en pedra que representen la poesia èpica (representada per una dona cobrint-se amb un escut); la poesia popular (una dona abocant aigua d'una petita gerra); i la poesia mística (una dona tocant una lira), obra també de Joan Borrell i Nicolau. El fris compta amb sis relleus de 2 metres per 6 metres dels germans Miquel Oslé (1879-1960) i Llucià Oslé (1880-1951). S'agrupen de dos en dos a la base de les figures al·legòriques poètiques. Els relleus corresponen a dues escenes de lluita amb cavalls i guerrers de gust clàssic (Poesia Èpica); una escena de treball al port i una pastoral idíl·lica (Poesia Popular); i dues escenes del Via Crucis, la pujada al Calvari i la davallada de la creu (Poesia Mística). Representen passatges de l'obra verdagueriana L'Atlàntida. Dins de la balustrada, s'hi troben uns xiprers i d'altres elements vegetals que ornamenten la pedra.

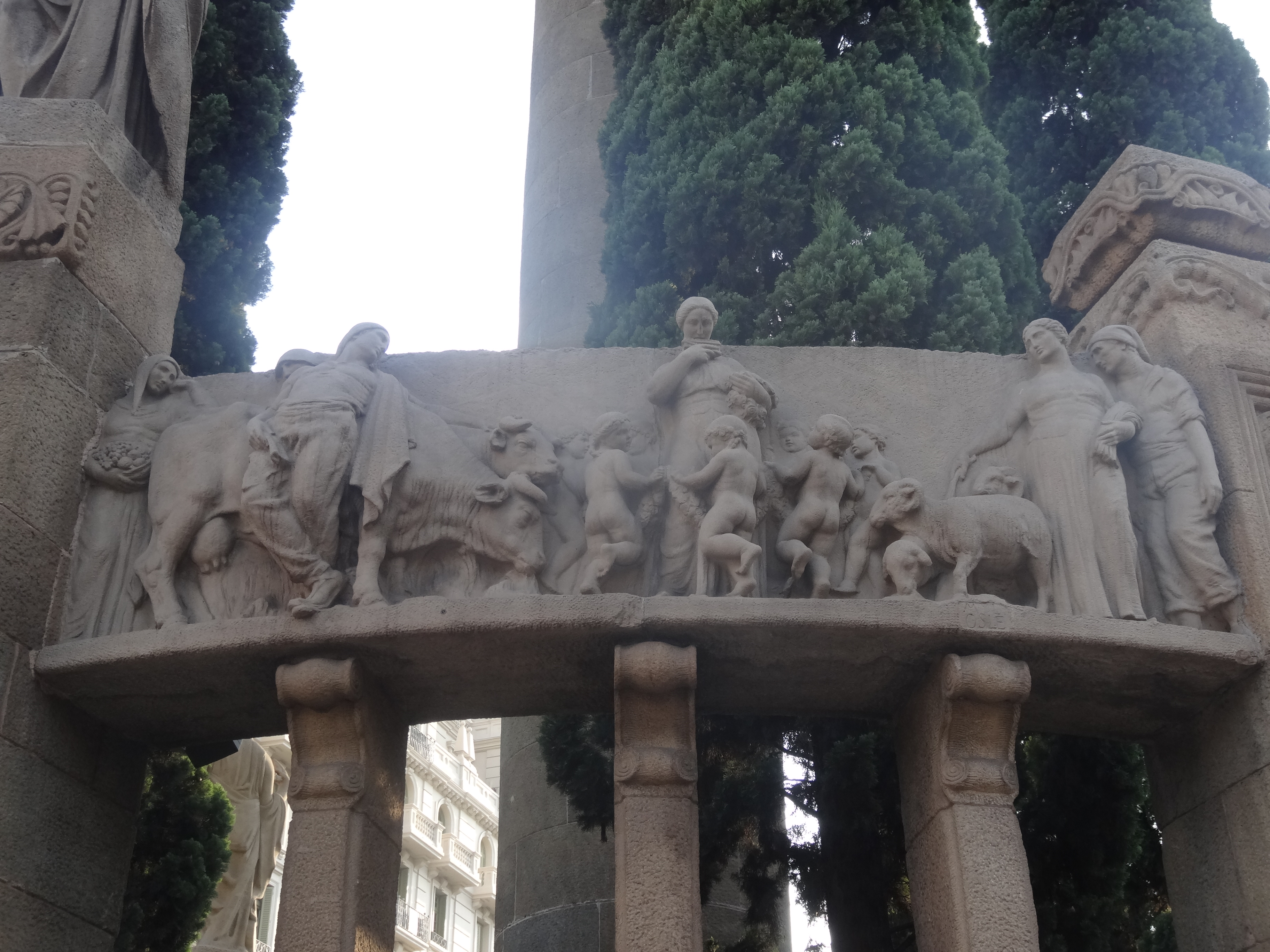
Fris - Pastoral idíl·lica (poesia popular)
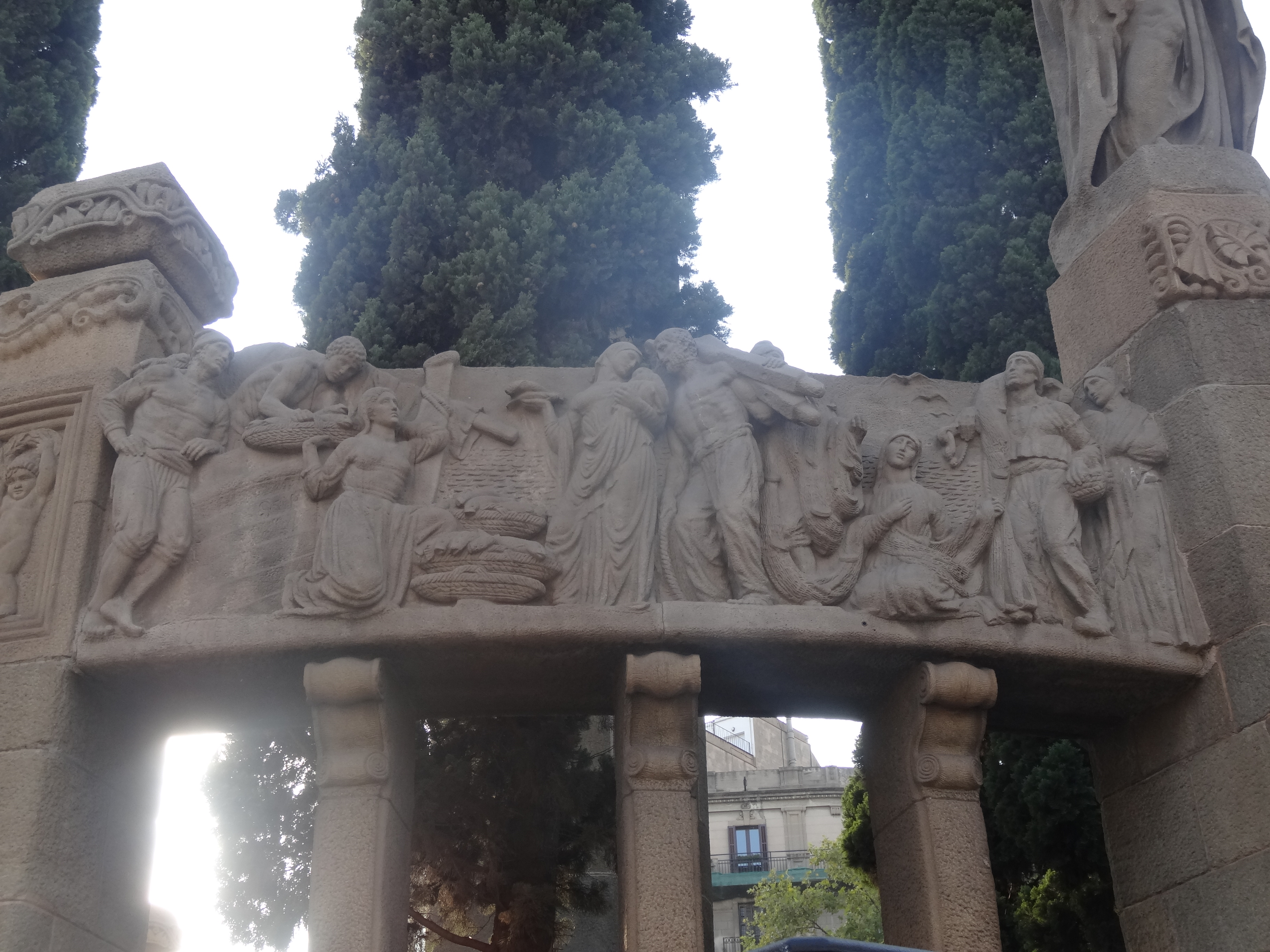
Fris - Escena de treball al port (poesia popular)
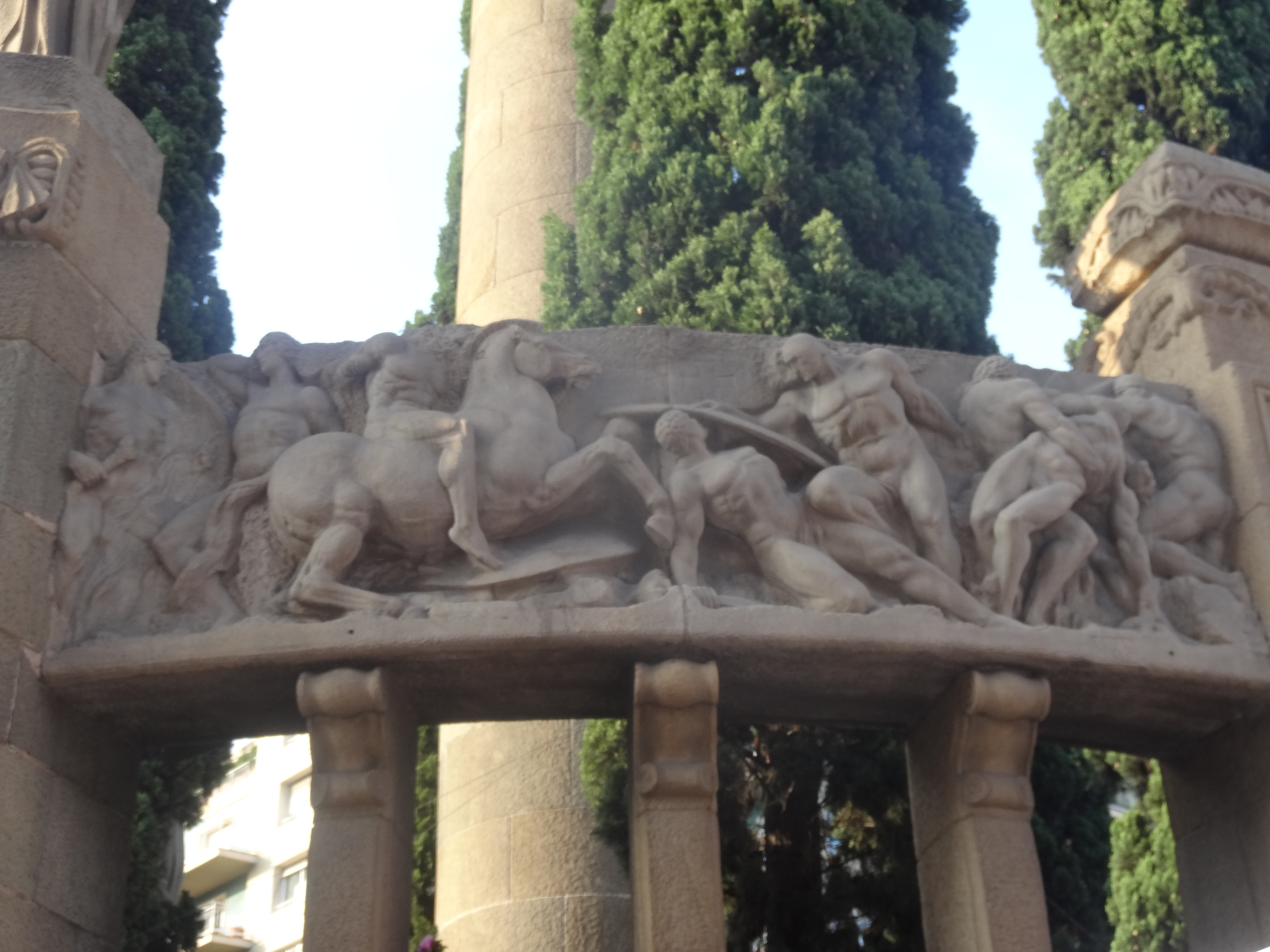
Fris - Escena de lluita amb cavalls i guerrers (poesia èpica)
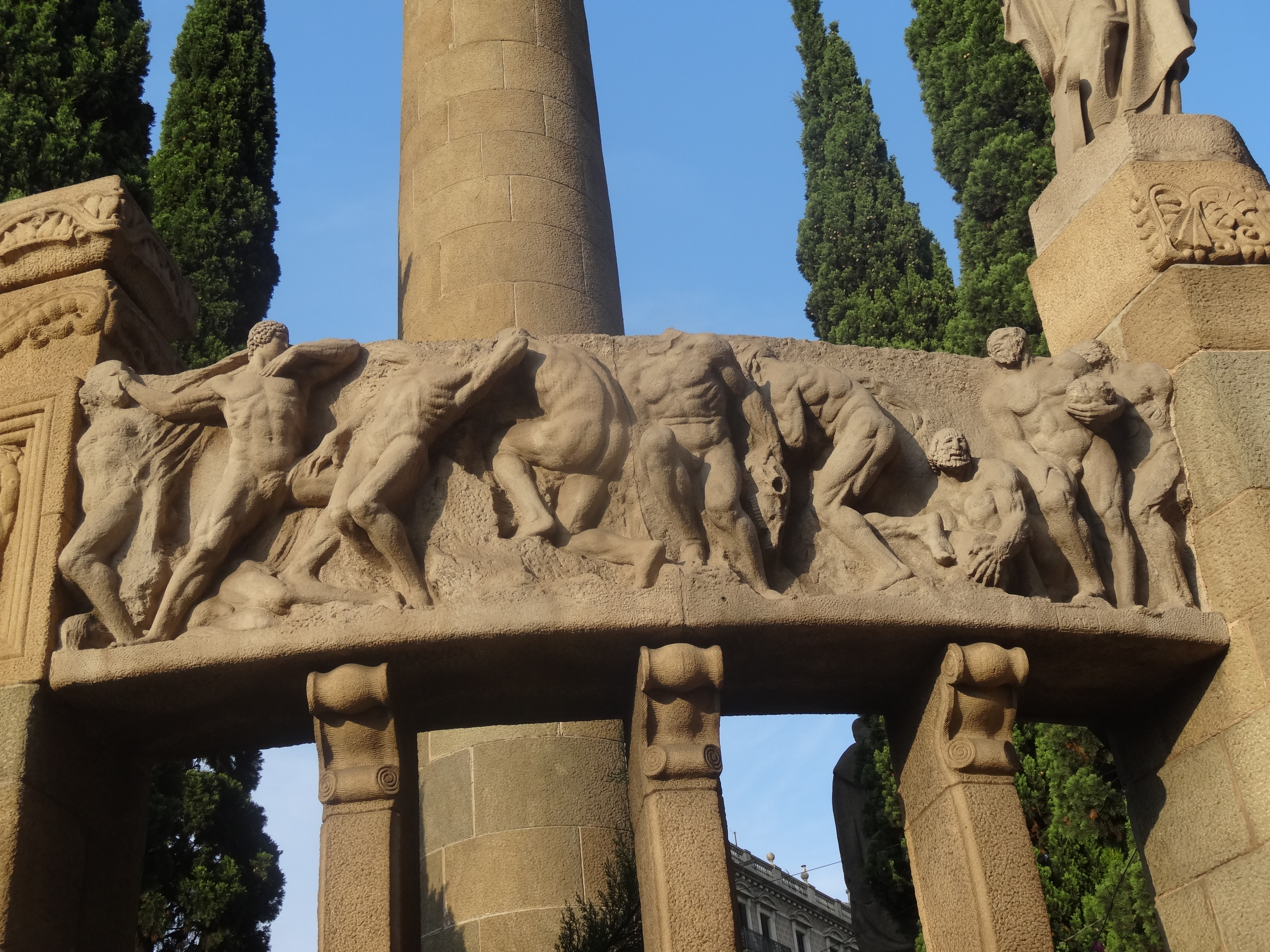
Fris - Escena de lluita amb guerrers (poesia èpica)
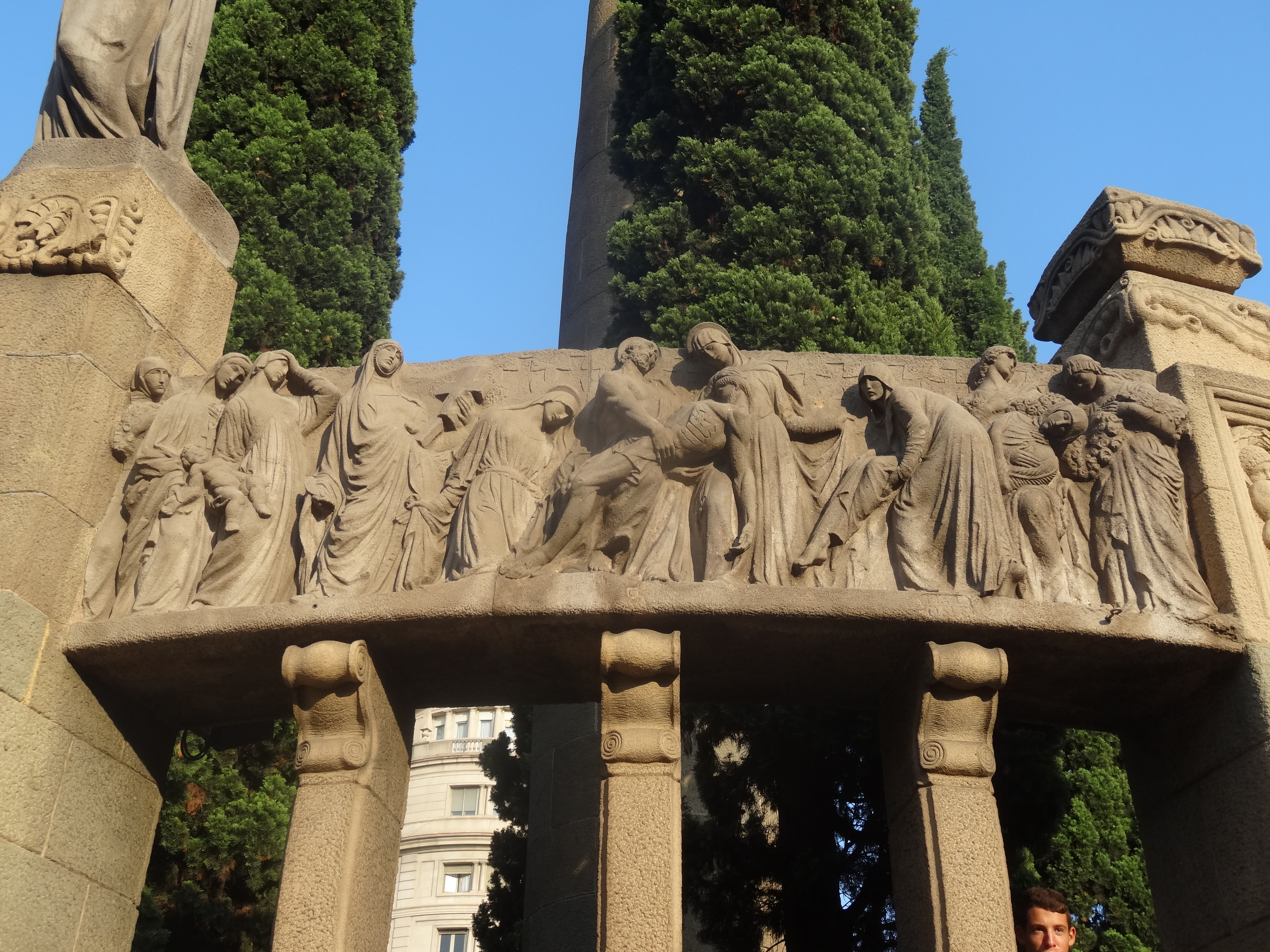
Fris - Escena del Via Crucis, la davallada de la creu (poesia mística)
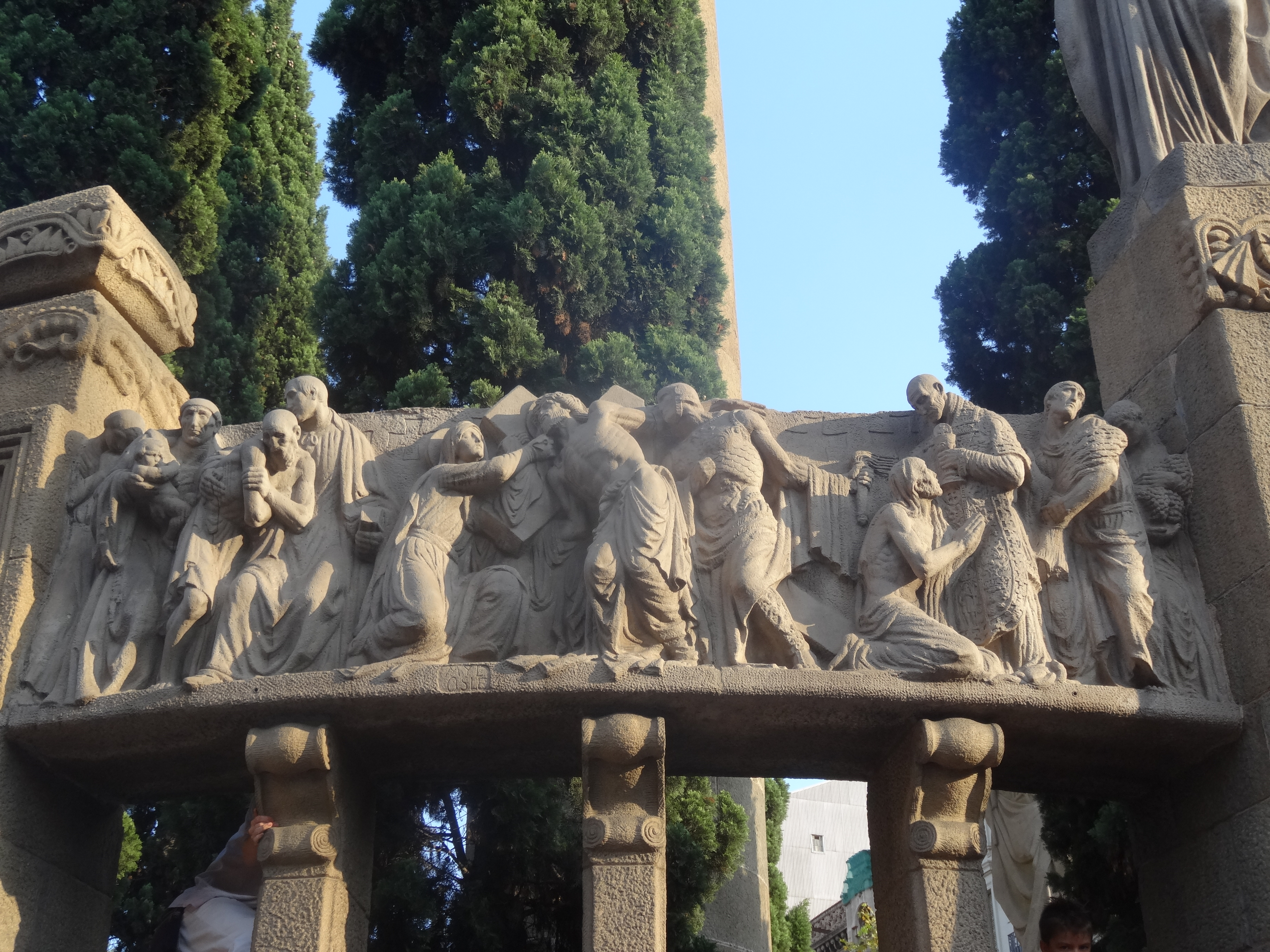
Fris - Escena del Via Crucis, la pujada al Calvari (poesia mística)

## Història
Després de la mort de Mossèn Cinto Verdaguer el 10 de juny de 1902, la Diputació de Barcelona proposà l'erecció d'un monument al poeta, per subscripció pública, que permetés enaltir-lo com a escriptor català de primer ordre. El 20 de novembre de 1902 es decideix erigir un monument en honor seu. El primer pas va consistir en la recaptació de fons i la Diputació considerà adequat convocar exclusivament les entitats i col·lectius representants de la burgesia, amb una força econòmica important, i excloure el poble, tot i el seu lligam natural amb el poeta. La convocatòria va tenir un èxit nul i el procés no es rellança fins al juny de 1910, quan es decideix nomenar una comissió de seguiment amb tres atribucions prioritàries: la tria d'un emplaçament per al monument, l'elaboració d'unes bases per al concurs de projectes i la gestió de les subscripcions. Mentrestant, el 1908, s'havia inaugurat el Monument a Mossèn Cinto Verdaguer a Folgueroles. El 1912 es va convocar el concurs públic i es va acordar l'emplaçament definitiu, malgrat que feia vuit anys que s'havia designat la partida econòmica per construir-lo. Cal tenir en compte que la Diagonal en aquella època només estava urbanitzada des de la via del tren de Sarrià fins al carrer del Bruc, però es trobava en procés d'ampliació cap al Passeig de Joan.
De totes les propostes presentades al concurs hi hagué quatre finalistes: el projecte de Josep Clarà i Ayats, el projecte dels germans Oslé, el projecte d'Alexandre Soler i Eusebi Arnau i finalment, el de Josep Maria Pericas i l'escultor Joan Borrell i Nicolau. D'entre els finalistes, el favorit va ser el de Clarà. Seguidament, es convocà una segona convocatòria, només per als finalistes, per acabar d'atorgar el guanyador. En aquesta segona volta, Clarà no s'hi va presentar ofès perquè no se l'havia escollit directament a la primera convocatòria. Així doncs, el jurat escollí el disseny de l'arquitecte Pericas com a base del monument i pactà amb l'encara poc conegut Borrell i Nicolau perquè fusionés el seu projecte d'escultura amb els consagrats germans Oslé.
Les obres de construcció començaren el 29 de maig de 1914, però donada la situació d'urbanització de la zona i la complexitat de la fonamentació no seria fins al 14 de maig de 1924 que s'inauguraria oficialment el monument. A l'acte d'inauguració oficial hi assistiren el dictador Primo de Rivera, el rei Alfons XIII, el president de la Mancomunitat del moment Alfons Sala, l'alcalde de Barcelona i per part de la família de Verdaguer, el seu nebot Jacint Llusà i Verdaguer. Paral·lelament a la inauguració, els intel·lectuals catalans, en contra de la manipulació que s'estava fent de Verdaguer per part del règim i capitanejats pel dramaturg Àngel Guimerà, boicotejaren l'acte oficial i li reteren homenatge a la seva tomba.
L'any 1987 es va ser restaurat el monument a càrrec de l'arquitecte municipal Josep Miquel Casanovas, donada la forta degradació del gres de Folgueroles de la barana.